# 京原铁路
京原铁路是一條连接中华人民共和国首都北京市与山西省中北部城市原平市的单线铁路。线路途经北京市西南部的丰台区、房山区，河北省西部的涞水县、易县、涞源县，山西省东北部的灵丘县、繁峙县、代县、原平市，自石景山南站起至原平站止，全长418.64公里。
线路在石景山南站自丰沙铁路析出，在跨越永定河后经燕山地区向西，穿越太行山余脉后在十渡附近进入拒马河沿岸峡谷，在九次跨越拒马河后直至涞源县境内的浮图峪转向北，行经涞源盆地并穿越驿马岭之后进入山西省境内，途经灵丘并穿越平型关后沿恒山南麓的滹沱河谷地向西偏南方向延伸，直至抵达原平站与北同蒲铁路接轨。全线由中国人民解放军铁道兵修建用于战备，1971年10月完成全线铺轨铺轨，1973年正式投入使用。全线共设50座车站，为方便沿线居民出行，绝大多数保留客运业务并保留各站停的普通旅客列车。
出於防护需要，平型关以东约280公里的线路沿拒马河沿岸山体修建，共修筑隧道及棚洞130余座（其中1000米以上长隧道26座），100米以上大桥20座。十渡—野三坡区间25公里路段桥隧毗连，修建难度不亚于同时期的成昆铁路，铁道兵伤亡惨重。
铁路途经环北京贫困带、太行山连片特困带及晋北特困带，交通不便，地质条件差，城市发展水平低。本綫開通一定程度上带动了沿线经济尤其是旅游业的发展。

## 图集

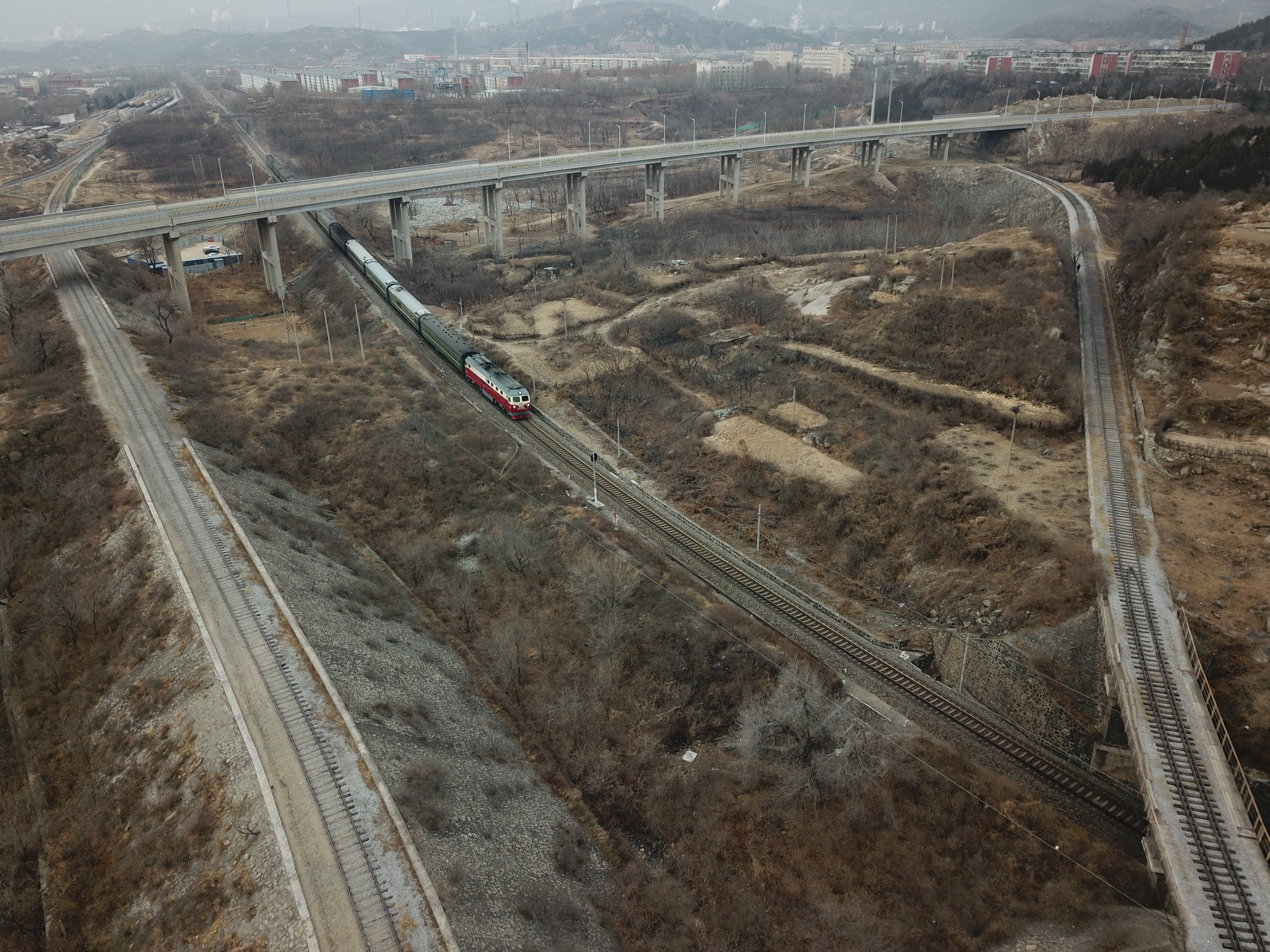
6438次列车下穿東北環綫京原鐵路特大橋（2018年）
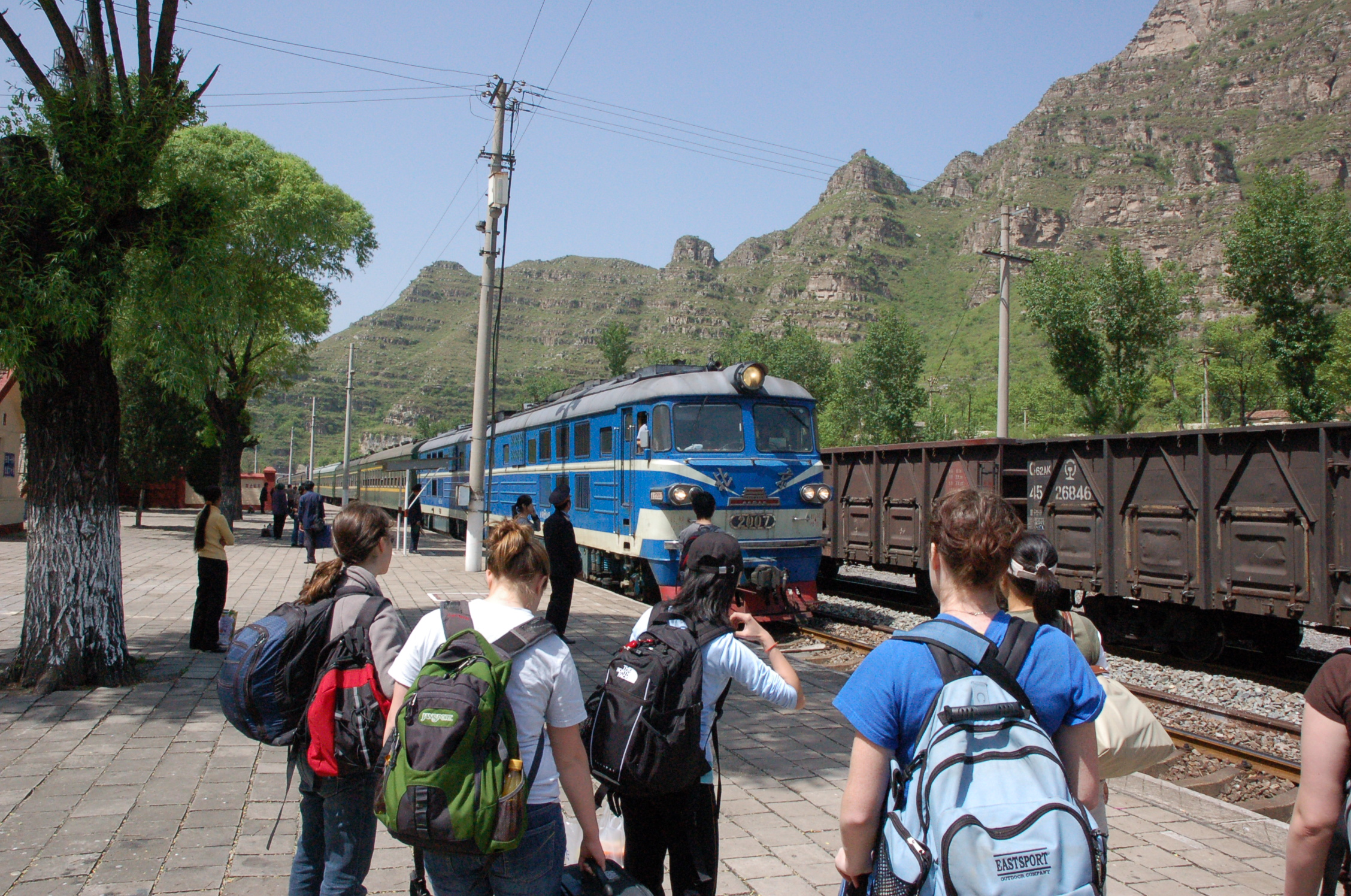
6438次列车进入十渡站（2008年）

## 修建

### 前身
京原铁路最早建成的区间为原平至枣林段。该段的前身为1936年通车的米轨原平铁路，全长42公里，1937年崞县至阳明堡段被拆除，1941年原平至崞县改为准轨，在解放区军民的不断破袭下，于1944年拆除。
1958年3月为建设五台山铁矿，铁道部第三设计院对原平至枣林段勘测设计并编制设计意见书。1958年4月至6月，北京至枣林段进行勘测。6月设计意见书通过铁道部鉴定，线路东端在石景山南站接轨，西端在原平接轨。1958年10月为适应五台山铁矿建厂的需要，西段（原平至枣林）提前修建，由1936年竣工的米轨原平铁路改建而成。1958年10月，太原局在民工配合下组织施工。1959年4月提出设计，线路全长59.7公里，技术条件为Ⅰ级干线，限坡6‰，最小曲线半径800米，到发线有效长度650米，预留1050米，总概算1491.6万元。设计文件未经鉴定即交付施工。1960年10月铺轨至枣林，上部建筑为支线标准，1961年7月临时运营，开行工程列车。沙河、中河、七里河、二道河等桥以便桥便线通车。1962年一季度七里河大桥正桥正线通车。配套工程由于压缩基本建设，未能完成。

### 背景
20世纪60年代，中苏关系因赫鲁晓夫的改革而恶化；同时随着越南战争加剧及美国向台湾海峡增兵，中美关系亦日益紧张；受苏美两国影響，印度、日本、韩国等国对中国亦持敌对态度。当时中国军工产业均分布于东部及沿海地区，一旦开战位置將極其不利，故「三线建设」計劃被提上中国战略层面。为便于在必须时将中共及国家领导人由北京撤出，中共中央开始谋划贯穿北京市区的地下铁道以及由北京市近郊通向太行山深处的铁路线。在这样的思想下，建设北京地铁一期工程以及能与地铁接轨进入西郊山区的京原铁路的计划呼之欲出。

### 修建历史
1961年10月，中华人民共和国铁道部批覆《京原铁路初步设计》鉴定意见。1964年，国家计委批覆《京原铁路计划任务书》，与初步设计鉴定意见相比，线路技术标准发生变化。1965年2月，国家对京原铁路作出投资安排，决定加快修建。
1965年4月，铁道兵党委就修建京原铁路问题，给总参谋长罗瑞卿并周恩来总理、彭真、李富春，薄一波写报告，提出京原线是重点工程，所以必须采取集中兵力打歼灭战的方针，以保证按期完成任务。
1965年6月，铁道兵第四、第十三师各兩个团进驻北京市房山地区及河北省涞源地区进行施工准备。6月，第十三师奉命执行援越抗美任务；7月26日，总参谋部批准组建铁道兵扩编第十四师接替第十三师工程任務。
1965年11月，在北京地铁一期工程开工4个月之后，京原铁路东段工程正式开工，至1967年，全线全面开工建设。京原铁路东段新建工程自北京石景山南起至山西忻州市枣林止，与1961年7月临时开通的枣林至原平铁路相接，全长359公里，由铁道部第三勘测设计院设计，中国人民解放军铁道兵负责施工。全线通信信号工程由铁道兵直属第一、第二通信工程营負責，新线运输管理工作由铁道兵第四新建铁路管理处担任。綫路设计为国家Ⅰ级单线铁路，限制坡度12‰，最小曲线半径600米，钢轨重60kg/m，设车站46个，车站到发线有效长850米。桥梁289座，延长19.73公里，其中特大桥3座，大桥68座，均为预应力钢筋混凝土梁；隧道120座，延长87公里。桥隧总延长占全线长度約四分之一。
1967年春，全綫控制工程驿马岭隧道与平型关隧道相继开工。由于沿线地质条件复杂、施工条件简陋，施工期间事故不断。4月，鐵道兵十四師掘进驿马岭隧道时，因未探测到西洞口20米处存在地下河，一個50人的工兵班坠入岩洞，全员均告遇难。事故发生後设计人员将隧道开凿位置北移并以整体道床形式穿过。
受「文化大革命」影响，京原铁路自建设伊始一直处于边勘测、边设计、边施工的状态。加之为了打通北京与为保障北京成品油供应而建设的燕山石化基地的交通联系，中共中央要求尽快完成京原铁路建设，铁道部最终决定先期开通石景山至燕山石化基地附近的良各庄站共计35公里的路段。1969年6月1日，京原铁路东段（石景山南至良各庄段）开始铺轨，并于10月1日作为建国二十周年献礼通车启用。
1970年4月20日，山西省革命委員会、中国人民解放軍山西省軍区以晋革发【1970】140号、晋军字【1970】183号联合发文《关于成立“京原鉄路山西段建設支援指挥部”及有关問題的通知》：

“成立京原铁路山西段建設支援指揮部，由山西省軍区副司令員馮福林同志任司令员，太原警备区副司令員崔凤岐同志、铁道兵第四师副师长吳英义同志任副司含員，雁北军分区副司令員单良才同志任副司令員兼参媒长，忻县军分区副政委易常青同志任副政委兼政治部主任，雁北地区革委会副主任陈效峰、忻县地区革委会副主任赵文甫两同志分别担任后勤部正副部长(具体分工由指揮部集体协商确定)。有关地、市及省生产組有关单位派人参加指揮部具体工作”
“大原市組織五千人，忻县地区組織一万五千人，雁北地区組織五千人，并以县为单位組成民兵团，民兵团配属于铁道兵。为便于施工領导，大原、忻县雁北地区分別成立铁路修建指揮組，領导成员以部队为主，民兵团領导参加，实行統一指揮。施工地段由各指揮組协商确定。”
对于施工民兵的待遇，“凡参加施工建設的地方人員，統称民兵战土，每人每天补助人民币一元三角二分，国家干部每人每天补助二角，粮食每人除带足自己口粮外，不足部分按照同工种民工定量，由国家补齐。”

1970年4月20日开始，太原市南城区、北城区、河西区以城区武装部和街道居委会具体负责发出通知：招收修建京原铁路“民兵建设兵团”，街道干部挨家动员许愿，不政审，不体检，说等工程一完，即可分配工作；4月中下旬  山西省太原市民兵建设兵团第一师三个团陆续组建完成。兵团师、团、连干部从山西省军区、太原市警备区以及公检法人员中抽调，战士主要从“老三届”学生中招收。短短时间第一团在南城区招收了2116人，第二团在北城区招收了2956人、第三团在河西区招收了2280人。4月26日新组建的“民兵建设兵团”各团以连队为单位开始集训。4月28-30日第一师三个团开始正式发放铁建兵团录取通知。第三团通知书的落款是“河西区民兵建设兵团”，签发单位为“中国人民解放军太原市河西区人民武装部”。5月7日，一团、二团以连为单位乘汽车出发。师部设在马庄，司令员崔凤岐，政委王殿文。后由太原市警备区副司令刘生恺接任。师部迁繁峙县砂河镇。第一团团部驻地繁峙县大营镇，团长葛庆堡、政委姚汉龙、副职杨希源、于振盟、暴水清。第二团团部驻地繁峙县砂河镇，团长孙联友、政委靳务锁、副职梁玉公、赵方山。第三团团部驻地繁峙县西连仲村，团长白天福、政委张文奎、副职马锡英、冀凤林、张三迷。各团团部设有政工组、施工组、后勤组、卫生所、后陆续成立宣传队。粮食定量56斤，其中细粮占15％。蔬菜以土豆为主。每月工资39.6元，其中要扣除伙食费15元。5月14日，全师开始施工，填筑铁路路基。
1970年9月，京原铁路东段（良各庄至枣林段）分别自枣林和良各庄起铺轨，10月30日，京原铁路在灵丘站接轨，全线铺轨完成，建设转入收尾和试运行阶段。
1970年11月23日，太原市革命委员会《关于成立“太原古交铁路修建指挥部”并启用公章的通知》（并革[70]183号），山西铁路建设兵团第一师转战太原古交铁路被提上议程。1970年12月13日起，一师的一团、二团分批回太原休整，准备奔赴古交铁路建设现场。1971年1月18日，一师三团转场灵丘，完成与山西铁路建设兵团三师的交接，与铁道兵8740部队的配合。开始了灵丘段京原线的建设。1971年9月30日，一师三团从大营站乘火车返回太原，老连队战士开始陆续分配工作；10月8日三团在太原召开大会宣布撤销。“1970年、1971年全线使用民兵过于集中, 达7万余人, 对工程、农业生产不无影响。”
1972年底，全部线路及行车设施、车站竣工。1972年12月31日，京原铁路正式开通客运运营。
京原线完成投资共5.6亿元, 平均每公里157.5万元。整个投资控制在国家投资指标以内。全线路基土石方2861万立方米。全线平均土石方造价每千立米2760元。“全线人力预铺轨正线139公里，站线48公里，占总数量的40%。人力预铺轨每公里增加费用1万多元，除石景山南至良各庄站9公里外，其余效果不大，加大了工程造价。”民工共出工2258万工天，占全部工天的43%。

## 运营历史
1969年10月1日，京原铁路石景山南至良各庄段为配合燕山石化的投产，作为建国二十周年献礼工程率先通车投入使用。
1971年12月，京原铁路全线投入试运营，先期开通部分货运列车。站房、货场及相关到发线等设施同步建设完善。次年12月，中华人民共和国铁道部正式将京原铁路交由其下属的北京铁路局运营。
1972年12月31日晚，京原铁路首班客运列车333次（今6437次）由永定门站开出驶往灵丘，标志着京原铁路正式开通客运运营。由于防护及安全需要，并未举行任何通车典礼；
1975年，开始全线贯通电源改造工程。灵丘至原平段工程于1979年建成，石景山南至灵丘段工程因变电器设备到货延迟，于1981年建成；
1976年至1979年，将良各庄、大灰厂、上万、南观村4站股道有效长度延长至850米；
1978年，受浮图峪段地质条件影响，在浮图峪站北京端（K170+630、K170+782）增建两处明洞，分别命名为浮图峪、浮图峪甲，后更名为浮图峪甲、浮图峪乙；
1979年1月1日，南观村站至良各庄站区间增加石化站，后于1982年5月扩建为燕山站；
20世纪80年代，白涧站增建调车线；
1982年至1985年，整治驿马岭、横岭、平型关等隧道病害；
1983年，将苟各庄、大盘石、小河三座乘降所分别增建一条到发线，改建为车站；
20世纪80年代末，重建涞源、浮图峪站房，由下行侧迁至上行侧，原站房废弃；
1988年，改王董堡乘降所为王董堡站；
1989年，经鐵道部批准，上庄站更名野三坡站；
1999年6月，北京铁路局试行开行郊游列车，在大灰厂站至上万站区间增设青龙湖乘降所，2005年，郊游列车停止开行，青龙湖乘降所被废弃；
1999年12月，经北京铁路局批准，撤销小河站，改为小河乘降所；撤销驿马岭乘降所，不再办理办理旅客乘降；
2005年3月18日太原铁路局成立，原属北京铁路局大同铁路分局的灵丘站至原平站区间改由太原局管理，分界点位于本线K234处。
2009年12月15日，经鐵道部批准，苟各庄站更名为百里峡站。
2011年，增建野三坡站进出站天桥及涞源站站台联络天桥。同年7月1日，随着小河线路工区撤销，小河乘降所被撤销；
2016年3月，京原铁路太原局管段（灵丘~原平）电气化改造工程开工，2017年12月28日，接触网成功送电并顺利完成热滑试验，2018年1月1日，京原铁路太原局管段电气化改造工程开通运营。
2019年5月7日，京原铁路北京局管段（石景山南~原平）电气化改造工程开工。

## 客货运输

### 客运
1972年12月31日，北京铁路局正式开行333/334次（永定门--灵丘）、373/374次（永定门--太原）两对直通旅客列车以及681/682次（灵丘--原平）客货混编列车，并将北京至太原（387/388次）管内旅客快车调至京原铁路运行。其中333/334次曾先后改变车次为433/434次、557/558次；681/682次后改为普通旅客列车并由原平延长至太原。1983年6月1日，北京铁路局将原经由京广、石太线运行的273/274次直通旅客快车调整至经京原、北同蒲铁路运行，同时将其延长至运城始发终到。1987年4月1日，北京铁路局将373/374次（原273/274次）列车的北京至太原段调回经京广、石太线运行。
1997年4月1日，557/558次改为897/898次，运行区段缩短至涞源，不再跨分局运行。
2005年5月，北京南站停运改造，京原铁路上的普通旅客列车移至北京西站始发终到。
2007年4月18日，2519/2520次列车改为1163/1164次列车，并在北京至太原间改为京原、北同蒲线运行，这是京原铁路首次开行普快列车。同日，北京西至涞源、北京西至太原两对普客列车分别更改车次为6437/6438次及6095/6096次。
2009年4月1日，哈尔滨铁路局加开哈尔滨至太原的1174/1171、1172/1173次列车，在北京至太原间由京原、北同蒲线运行，同日，太原铁路局将北京西至运城的K603/604次列车（原373/374次）再次调整至经京原、北同蒲铁路运行。2010年7月1日，北京西至太原的6095/6096次列车（即原473/474次）停运，由太原铁路局担当的车底转而开行灵丘至太原的6819/6820次列车，这对列车仅开行一年便被取消；在6095/6096次列车停运的同日，北京西至涞源的6437/6438次列车延长至大涧始发终到，以解决6095/6096次列车停运后涞源至灵丘区间各站无车停靠的问题。
2012年7月，京原铁路北京段、河北段多处路段因遭遇特大暴雨出现泥石流险情，威胁客运列车行车安全，加之太原铁路局意图增加京原铁路的煤炭列车开行对数，故意图调减行经京原铁路的旅客列车数量。2013年7月1日起，哈尔滨至太原的1174/1171、1172/1173次列车改为K1082/1083、K1084/1081次列车，北京至韩城的1163/1164次列车改为K609/610次列车，上述两对列车在北京至太原间由京原、北同蒲线改经京九、石德、石太客专线运行，同日，北京西至燕山（良各庄）的6457/8次列车因1163/4次列车变更经由以及燕山石化地区的客运需求减少而停运，至2025年1月4日，京原铁路共有4对图定旅客列车运营，分别是K601/602次列车（北京西—太原）、K603/604次列车（北京丰台—运城）、6437/6438次列车（北京西—大涧）和8817/8818次列车（灵丘—太原）。
2025年1月5日，K601/602次列车停运。至此，京原铁路只有3对图定旅客列车运营，分别是K603/604次列车（北京西—运城）、6437/6438次列车（北京西—大涧）和8817/8818次列车（灵丘—太原）。

#### 公益慢火车
京原铁路自开行客运列车起，便开行北京至灵丘、北京至太原以及灵丘至太原三对旅客列车，经过多次调图，目前仍保留北京西往返山西大涧的6437/6438次列车以及灵丘往返太原的8817/8818次列车两对普客列车。其中6437/6438次列车为北京局集团担当的管内普快列车，8817/8818次列车为太原局集团开行的管内通勤列车，均为各站停车的旅客列车。
由于太行山区交通不便，两班列车一度被沿线居民上学务工、归家探亲以及旅游踏青的旅客所青睐，即便在京原铁路沿线已有高速公路并行之后，由于其相较于公路交通有直达沿线各乡村的便利性，这种公益性慢火车依然成为部分旅客的首选出行方式。

#### 直通旅客列车
京原铁路目前仅保留一对图定直通旅客列车，即北京至运城的K603/K604次列车。在春运及暑运期间，还会增开一至两对北京往返临汾方向的临时旅客列车。

#### 旅游列车
1994年7月10日，北京至太原的387/388次旅客列车改为游19/20次旅游列车，并被冠名为“五台山号”。这是京原铁路首次开行旅游列车。1999年起，北京碧溪集团为开发涞源白石山的旅游资源，向北京铁路局申请购买在五一、十一等节假日期间开行的管内旅游列车服务，在北京南站停运改造后曾一度暂停，后改为按季节开行的普快列车。2016年，涞源县政府再次向北京局集团申请购买2对旅游列车服务，其中一对使用K601/602次列车的车体，自北京站始发，利用在京整备时间实现与K601/602次的套跑；另一对则为使用25B型客车的非空调列车，自北京西站始发，全部为坐席。2019年起，使用K601/602次列车的车体套跑开行的K5291/2次列车不再开行，在京整备时间转而担当北京至德州的K7729/K7730次列车；使用25B型客车的K5295/5296次则在暑运期间更换为25G型客车，维持原运行图开行。沿途除停靠十渡、野三坡、百里峡之外，还在紫荆关设置了停点。
2023年7月末，京津冀地区遭遇特大暴雨，导致北京西往返涞源的K5295/K5296次临时旅游列车停运。随后因京原铁路执行汛期运行图，旅游列车至今仍未恢复。

### 货运
京原铁路自建成之日起便成为晋煤外运的重要通道，在大秦铁路、朔黄铁路建成启用之前，一直承担着繁重的煤炭及焦炭运输任务。由于燕山石化基地位于京原铁路之上，京原铁路同时也是为北京供应石油及发出成品油的重要通道。此外，作为重要的战备铁路，京原铁路也一直承担着为北京运输军用装备及军用车辆的任务。

## 沿线车站
由于单线铁路的运营条件所限，截至2022年，京原铁路全线设置了50座车站，平均每8-12千米便有一座车站。其中，燕山站、百里峡站、大盘石站、王董堡站四座车站是京原铁路全线通车后为会让考虑增加到发线而新建的车站，小河站及驿马岭站两座是由于客流减少或运营安全考虑，而在2000年前后撤销的车站。2007年4月18日起，北京局管内除燕山站、十渡站、野三坡站、百里峡站、白涧站和涞源站外，其余车站均改为按乘降所管理的铁路车站，取消了售票业务，仅在部分车站保留货运值班室。
目前沿线较重要的车站有：
- 燕山站：现为四等站，为燕山石化集团自主筹建的铁路车站，站台有效长度达380米，且有铁质雨棚覆盖站台候车区域，车站站牌也由燕山石化集团自行制作，除路内设施外，整体产权归属于燕山石化集团；
- 良各庄站：现为按乘降所管理的二等站，主要负责燕山石化集团所需油料的卸运、成品油的载装，以及相关运输车辆的编组及解编作业。站台有效长度为350米，曾有通勤列车在此折返或临时停靠。拥有11条到发线的良各庄站也是目前京原铁路沿线占地规模最大的车站；
- 十渡站：现为四等站，承担以铁路方式来往十渡风景区的游客的到发及旅游集散业务，同时也承担部分列车的会让功能；
- 野三坡站：现为四等站，承担以铁路方式来往野三坡风景名胜区的游客的到发及旅游集散业务。车站部分建于隧道内，是京原铁路沿线唯一一座穿隧而建的车站；
- 百里峡站：现为四等站，与野三坡站一同位于野三坡风景名胜区内，原以会让站的功能修建，更为现名后针对其旅游性质，对车站景观及客运设施进行了部分改造；
- 白涧站：现为三等站，设计为区段站，现仍保留部分折返段设施。所有快速列车及普客列车均在此设置停靠；
- 涞源站：现为三等站，2012年为白石山旅游区提质升级改造，在车站增设了部分候车棚及进出站天桥；
- 大涧站：现为按乘降所管理的三等站，2005年太原铁路分局分拆设立太原铁路局后，本站成为北京铁路局与太原铁路局的分界站；
- 灵丘站：现为三等站，设计为区段站，2005年太原铁路分局分拆设立太原铁路局后，本站成为太原铁路局与北京铁路局的分界站。太原局管段电气化后，本站成为来往列车更换牵引机车及更换司机的交接站；
- 五台山站：现为四等站，主要承担以铁路方式来往五台山风景名胜区的游客的到发及旅游集散业务；
- 繁峙站：现为三等站；
- 代县站：现为三等站；
- 原平站：现为一等站，是韩原线、同蒲线、京原线三条铁路干线的交汇处，同时也是京原铁路的正线终点。

## 未来计划
北京市郊铁路京原线将利用本线石景山南至涞源站区间开通市郊列车，并计划改造部分车站。

## 事故
- 1972年2月14日，京原铁路初期运营期间，停在小西庄站10多辆60吨的满载焦煤的列车，由于该站调车员的疏忽大意，未给火车皮轮子放置铁鞋，发生列车溜逸事故。列车随着铁路20‰的下坡，从小西庄站往上行（石景山南站）方向溜逸。调度命令下方各站拿枕木、棉被等当障碍物放在铁路线上阻挡或颠覆列车，然而列车的下溜速度太快(后测得每小时达80公里时速)，障碍物根本无济于事。溜逸列车至奇峰塔站通过道岔时发生颠覆，奇峰塔整个车站站房、扳道房等都被颠覆列车上的焦煤埋没，幸未造成人员伤亡[13]。
- 2009年4月7日7时36分，由韩城开往北京西站的1164次旅客列车行驶到京原线苟各庄至野三坡区间时，机车后第11-16位6节车厢脱轨，车辆没有倾覆，事故无人员伤亡。12时53分，1164次列车在解挂脱轨编组及转运受困乘客后抵达北京西站[14]，实际晚点2小时42分[15]。受此次事故影响，6095次运行至十渡站终止，6438次列车运行至白涧站终止，北京铁路局调来五辆大巴车，将6438次列车上的乘客送达北京。同时，大巴车将滞留在十渡车站的6095次列车上的乘客，转运到6438次上向太原方向折返[16]。次日凌晨，京原铁路恢复通车，累计影响京原铁路行车约20小时。
- 2011年10月10日上午，北京铁路局北京机务段的东风4D型0027号机车牵引韩城至北京西的1164次旅客列车经由京原铁路运行。由于石景山南站50号道岔尖轨磨耗掉块，当1164次列车于9时30分运行至石景山南站50号道岔处时，机车轮缘爬上尖轨致使机车脱轨。事故影响京原线正线行车1小时43分，构成铁路交通一般A类事故，三家店工务段负全部责任[17]。这是1164次列车第二次在京原铁路遭遇事故。
- 2012年7月21日，受河北省西部地区遭遇特大暴雨影响，京原铁路多处发生山体滑坡泥石流淹埋线路，其中涞源县境内路段王安镇至浮图峪区间出现3处严重泥石流险情，线路被掩埋。北京铁路局领导冒雨赶往现场指挥，组织铁路职工、部队官兵和工程局职工1300多人不分昼夜全力进行抢修。至23日19时52分，京原铁路全线抢通[18]。
- 2014年7月15日，河北省涞源县遭遇了短时强降雨，京原铁路塔崖驿至王安镇区间40分钟即降水42毫米，17时51分，二道河一号、二道河二号隧道间涵渠（K157+661）处突发泥石流险情，泥石掩埋线路12米，二道河一号隧道过水1060米，二道河二号隧道过水40米[19]，此时王安镇山炮村村民卢伟在附近放牧，看到上行方向列车即将驶入泥石流区域，卢伟及时将列车逼停，阻止了事故发生[20]。
- 2023年7月30日至8月1日，北京、河北多地再次遭遇罕见特大暴雨，7月30日14时56分，北京局集团发布消息称，因降雨影响，铁路部门对京原线部分区段采取封线检查措施[21]。8月4日16时53分，北京局集团在微博发布消息称，京原线部分区段被泥石流掩埋，道路已中断。8月7日清晨，京原线全线抢通，但仍不允许客运列车开行。经过三个多月的风险排查后，2023年11月16日，京原铁路恢复开行客运列车[22]。